# Palazzo Sessa

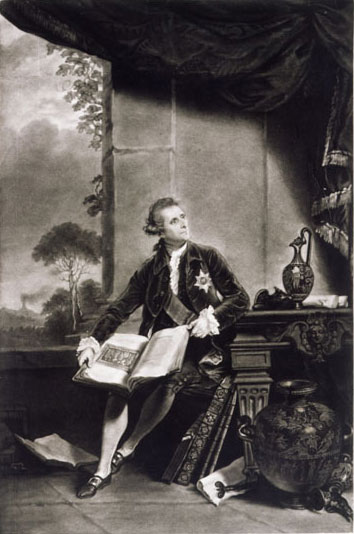
Ambassadeur Hamilton in Palazzo Sessa

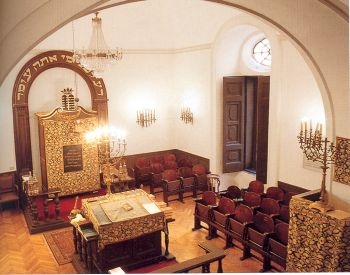
Synagoge van Napels

Het Palazzo Sessa (18e eeuw) is een stadspaleis in Napels, hoofdplaats van de Zuid-Italiaanse regio Campanië. Het paleis is gelegen in de wijk San Ferdinando.
Sinds de 19e eeuw is het de synagoge van Napels.

## Historiek
Markies Giuseppe Sessa bouwde in de loop van de 18e eeuw het paleis, dat zijn naam droeg. De bouw duurde 12 jaren. Sessa liet hiervoor een deel van de afgeschafte abdij Santa Maria a Cappella Vecchia afbreken. De oorsprong van de abdij ging terug tot de 6e eeuw. De bouwheer behield de 16e-eeuwse ingangspoort van de abdij en bouwde het paleis door de binnentuin vol te bouwen. Naast de ingangspoort legde hij brede terrassen aan.
Van 1764 tot 1800 was het Palazzo Sessa de ambassade van het Verenigd Koninkrijk bij het koninkrijk Napels en Sicilië. Het was een van de residenties van ambassadeur sir William Hamilton, met zijn eerste vrouw Catherine Barlow en nadien zijn tweede vrouw Amy Lyon. Ze organiseerden er avondfeesten voor hun gasten. Belangrijke gasten die het Palazzo Sessa bezochten, waren Elisabeth Vigée-Le Brun, een Frans portretschilder, Johann Wolfgang Goethe en admiraal Horatio Nelson. Deze laatste was de minnaar van Amy Lyon.
Na het verdwijnen van de Britse ambassade in het Palazzo, verbleef kardinaal Capecalatro in het Palazzo Sessa en, na hem, de ambassade van het koninkrijk Pruisen. 
In 1864 kocht baron Calmann Mayer Rotschild (1788-1855) van het geslacht Rothschild het Palazzo. Hij liet een deel van het Palazzo inrichten als synagoge en schonk deze aan de joodse gemeenschap van Napels. De synagoge is er quasi onafgebroken gebleven. Een marmeren plaat herinnert aan de wegvoering van joodse Napolitanen naar de vernietigingskampen van Nazi-Duitsland, tijdens de Tweede Wereldoorlog.
In de 20e eeuw vestigde het Goethe-Instituut van Napels zich in een andere vleugel.